# Sívó Mária
Sívó Mária, névváltozata: Sivó, születési neve: Steinszhorn Mária, (Paks, 1910. december 24. – Budapest, 1985. szeptember 10.) magyar színésznő.

## Életrajza
Színésznőként a Gaál Béla vezette Filmművészeti Iskolában végzett 1936-ban. Vizsgaelőadása, Hatvany Lili: A lánc című színdarabja volt, amelyet a Belvárosi Színházban mutattak be. Pályafutását Debrecenben kezdte, 1936-ban, Horváth Árpád társulatában, ahol 1938-ig játszott. Ezután 1938–39-ben a Magyar és az Andrássy Színház művészeként lépett fel. 1939-ben átigazolt Bánky Róbert, majd 1940-ben Putnik Bálint társulatához, 1941-től Kolozsvárott játszott. 1943 és 1949 között a budapesti Vígszínházban valamint a Pesti Színháznál, 1946-ban pedig a Művész Színházban lépett fel. 1949-ben került a Nemzeti Színházhoz, onnan vonult nyugdíjba 1979-ben, de még ezután is leszerződött szerepekre, egészen haláláig. Neve a Körszínház (Budapest) és a Szegedi Szabadtéri Játékok színlapjain is szerepelt. Pályafutása elején naiva-, majd később jellemszerepeket játszott.

## Fontosabb szerepei
- Szobalány (Jean Anouilh: Poggyász nélkül[5])
- Mercadetné (Balzac: A tőzsdelovag)
- Gina (Ibsen: A vadkacsa)
- Anna (Gorkij: Éjjeli menedékhely)
- Besse Tamásné (Kós Károly Budai Nagy Antal)
- Pythia (Aiszkhülosz: A jólelkűek)
- Anya (Arthur Miller: A bűnbeesés után)
- Violetta (Molnár Ferenc: A császár)
- Gizi (Örkény István: Sötét galamb)
- Málcsi néni (Móricz Zsigmond: Nem élhetek muzsikaszó nélkül)
- Paálné (Csurka István: Döglött aknák[6])

## Filmjei
- Magdolna (1942) – Hölgy a presszóban
- A város alatt (1953) – Forba Péterné
- Rokonok (1954) – Az alispán felesége
- A 9-es kórterem (1955) – Emmike
- A kabát (1956)
- Ünnepi vacsora (1956)
- Éjfélkor (1957) – Viki mamája
- Ház a sziklák alatt (1958) – Sógorné
- Tegnap (1959)
- A harminckilences dandár (1959) – A paraszt felesége
- A megfelelő ember (1960)
- Fapados szerelem (1960) – Bereginé
- Megöltek egy leányt (1961)
- Nem ér a nevem (1961)
- Életmentő véradók
- Házasságból elégséges (1962)
- Húsz évre egymástól (1962)
- Oldás és kötés (1963) – Ápolónő
- Menyegző – Hofferné
- Hattyúdal (1964) – Csordásné
- A száguldó riporter elindul…
- Hogy szaladnak a fák! (1967)
- Ezek a fiatalok (1967) – Márkusné
- Türelmetlen szeretők (1968) – Trudi néni
- Pokolrév (1969) – Sassné
- A beszélő köntös (1969) – Vénlány
- Sziget a szárazföldön (1969) – Idősebb szomszédasszony
- Uborkafa (1970)
- Földindulás (1970)
- A hetedik kocsi – Teri
- Hangyaboly (1971) – Dorothea
- Fuss, hogy utolérjenek! (1972) – Orvosnő
- Hét tonna dollár (1974) – Apáca
- A harmadik határ (1975)